# ラター・ポーガーム
ラター・ポーガーム（タイ語: รฐา โพธิ์งาม、英語: Rhatha Phongam、1983年5月19日 - ）は、タイ王国の歌手・女優。通称はヤヤ・イン（Yaya Ying）。

## 経歴
コメディアンを母に持ち、テレビ番組で歌声を披露したことによって注目を浴び、16歳でアルバムをリリースした。
2013年出演の映画『エンジェルズ』で、第23回スパンナホン賞の助演女優賞にノミネートされた。
同年に出演した映画『オンリー・ゴッド』のサウンドトラックには、楽曲「Falling in Love」で参加した。

## 出演作品
- ジャンダラ・ザ・ビギニング（英語版）（2012年） - ブンルアン
- ジャンダラ・ザ・ファイナル（2013年） - ブンルアン
- エンジェルズ（2013年） - ルン
- オンリー・ゴッド（2013年） - マイ
- セカンド・サイト 3D（2013年） - チュム ※主題歌「アンフィニッシュト・ソング」も担当。
- マッハ!無限大（2013年） - No.20
- マレフィセント（2014年） - マレフィセント[4] ※タイ語吹き替え。
- ルパン三世（2014年） - ミス・ヴィー
- ゴースト・コインズ（2014年）
- メカニック:ワールドミッション（2016年）
- プアン/友だちと呼ばせて（2021年）
- わが拳に復讐を（英語版）（2022年）

## ディスコグラフィー

### アルバム
- Ya Ya Ying（1999年）
- Jeedd!（2001年）
- Khor Thod Na Ka Khor Thod（2003年）

### ゲスト参加
- Falling in Love（2013年、『Only God Forgives: Original Motion Picture Soundtrack』収録）